# PcAnywhere
pcAnywhere was een softwarepakket van Symantec waarmee het mogelijk is op afstand in te loggen vanaf een andere computer. Hiermee kunnen pc's en servers worden onderhouden via een netwerk- of inbelverbinding. PcAnywhere is uitgekomen voor de besturingssystemen Windows, Linux, Mac OS X en Pocket PC.

## Geschiedenis
De eerste versie van pcAnywhere 1.0 voor DOS is oorspronkelijk ontwikkeld door Dynamic Microprocessor Associates in 1986. Enkele jaren later werd Dynamic Microprocessor Associates in 1991 overgenomen door Symantec, en het programma kreeg de nieuwe naam Norton pcAnywhere. In maart 1993 bracht Symantec Norton pcAnywhere 1.0 voor Windows uit.

## Problemen
In januari 2012 maakte Symantec een beveiligingsprobleem met betrekking tot gegevenshacken bekend dat in 2006 was gebeurd. Gebruikers werd gevraagd het gebruik van de software op te schorten totdat een oplossing was gevonden en een nieuwe update beschikbaar kwam. In februari 2012 bleek de broncode van pcAnywhere uitgelekt en werd verspreid over het BitTorrent-netwerk. Symantec reageerde met een reeks van cumulatieve hotfixes. Deze hotfixes losten de beveiligingslekken op die waren ontstaan na het openbaar komen van de broncode. Symantec kwam ook met hotfixes voor de pcAnywhere-versies 12.5.x en 12.6.x, die werden gebundeld met Symantec management Suites. Een volledige cumulatieve patch is uitgebracht als een servicepack op 11 april 2012. Symantec gaf gratis upgrades aan alle klanten die eind jaren negentig een vorige versie van Symantec pcAnywhere hadden.
In mei 2014 maakte Symantec bekend dat pcAnywhere niet meer werd ondersteund, en dat er geen plannen waren voor een opvolger. In november 2014 adviseerde Symantec gebruikers te stoppen met pcAnywhere en over te schakelen naar het product Bomgar.

## Poorten
| Versie            | TCP (datapoort) | UDP (statuspoort) |
| ----------------- | --------------- | ----------------- |
| CE, 7.51 en lager | 65301           | 22                |
| 7.52 en hoger     | 5631            | 5632              |

## Stemcomputers
In 2018 werd bekend dat de software pcAnywhere tussen 2000 en 2006 was geïnstalleerd op stemcomputers in de Verenigde Staten. De stemcomputers beschikten ook over een modem, zodat er op afstand toegang was. Het bedrijf Election Systems and Software gaf aan eind december 2007 hiermee te zijn gestopt.